# Vincenzo Galilei

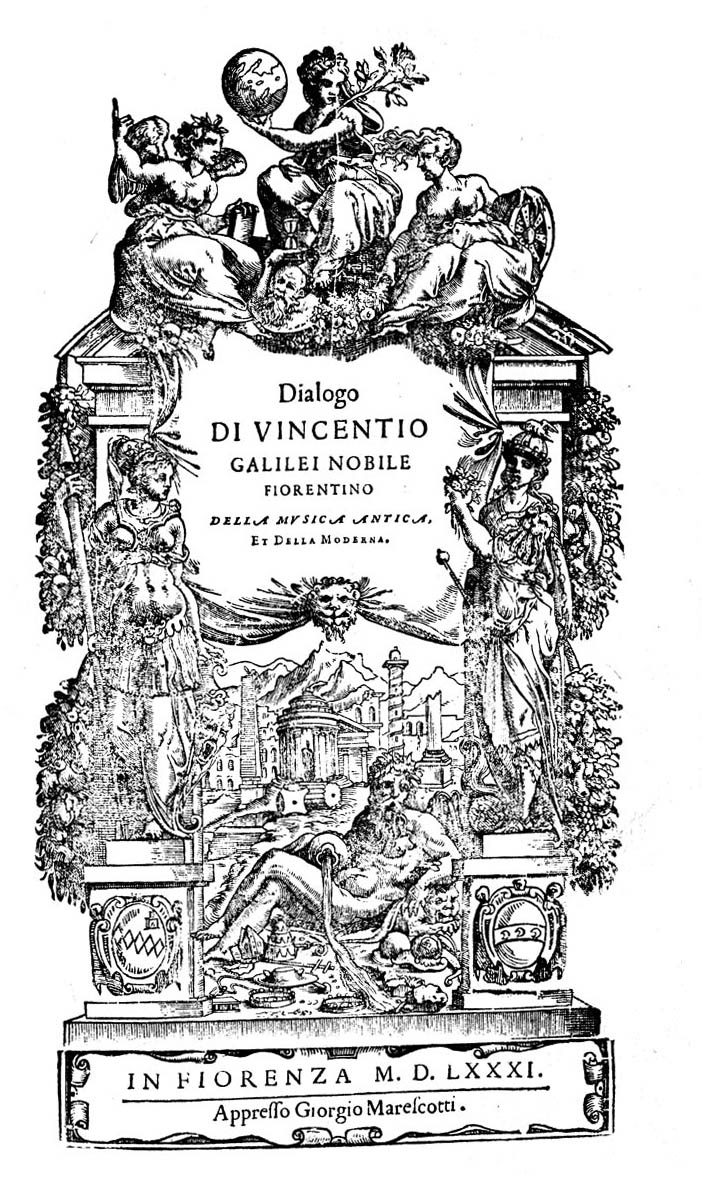
Della musica antica et della moderna, 1581

Vincenzo Galilei (ur. po 1520 w Santa Maria a Monte k. Florencji, pogrzebany 2 lipca 1591 we Florencji), teoretyk muzyki, kompozytor, lutnista.
Początkowo był nauczycielem gry na lutni w Pizie. W późniejszych latach związał się z Cameratą florencką i był jej czołowym teoretykiem. Zafascynowany antykiem napisał przełomowe dzieło Dialogo della musica antica e moderna (wyd. 1581), w którym po raz pierwszy opublikowano autentyczny zabytek muzyki starogreckiej – hymny kitarzysty Mesomedesa z II wieku n.e., odnalezione przez innego członka Cameraty – Girolama Mei, znawcę antyku, z którym Galilei ściśle współpracował. W swoim dziele teoretycznym Galilei postuluje powrót do tradycji antycznych, krytykuje wybujałą polifonię i propaguje monodię akompaniowaną jako bliższą stylistycznie duchowi antyku.
Spuściznę kompozytorską Vincenza Galileiego stanowią głównie utwory przeznaczone na lutnię, a także tańce, madrygały i drobne utwory wokalne.
Był ojcem słynnego astronoma i matematyka Galileo Galilei, znanego jako Galileusz.